# 吉田恵一郎
吉田 恵一郎（よしだ けいいちろう）は、日本の環境エネルギー工学・電気工学者。大阪工業大学工学部電気電子システム工学科教授。工学博士。IEEE-IAS Electrostatic Processes Committee (EPC) メンバー。日本機械学会第3技術委員会（環境工学部門）委員。元科学技術振興機構（JST）博士研究員。
専門は、電気エネルギー、環境エネルギー・環境材料、プラズマ工学。

## 経歴
1996年京都大学大学院工学研究科機械工学専攻修士課程修了。デンソーにて環境浄化技術開発に従事。その後、科学技術振興機構（JST）博士研究員などを経て、2007年工学博士（大阪府立大学）。 2009年大阪工業大学工学部に着任。同学部電気電子システム工学科准教授を経て、2024年同学科教授。
主な所属学会は、IEEE、電気学会、日本静電気学会、日本AEM学会、日本機械学会、化学工学会など。主な著書は、「IR分析 テクニック事例集（第13章第2節）」（共著、技術情報協会2013、学術書）など。

## 主な受賞
- International Fellow Award in The International Conference on Electrostatic Precipitation XVII ICESP Japan 2024[4]
- IEEE James Melcher Prize Paper Award 2019：「Aftertreatment of Carbon Particles Emitted by Diesel Engine Using a Combination of Corona and Dielectric Barrier Discharge 」[5]
- 日本AEM学会論文賞：「クリーンディーゼルのためのプラズマ複合NOx処理装置の開発（A重油燃料を用いた実験）」[6]
- 日本静電気学会進歩賞：「プラズマ処理によるスーパークリーンディーゼル・燃焼炉の開発」[7]

## 主な研究
- プラズマを用いた省エネ技術
- 非熱プラズマを用いたディーゼル排気ガスの後処理・環境浄化
- プラズマ改質を用いたメタンガスから燃料電池用水素の製造
- 誘電体への微粒⼦付着を利⽤した炭素粒⼦の静電式捕集・分解技術
- 静電気力を利用した微小物体のマニピュレーション技術
- PM2.5などの有害微粒子を高効率に捕集・分解可能な技術

主な国際会議での発表は、
- 2018 ELECTROSTATICS JOINT CONFERENCE（ボストン）：「Aftertreatment of Carbon Particle Emitted by Diesel Engine Using Combination of Corona and Dielectric Barrier Discharge」
- 2017 IEEE Industry Applications Annual Meeting（シンシナティ）：「Collection and Incineration of Particulate Matters from the Diesel Engine by Charged Dielectric Surface and Dielectric Barrier Discharge」
- 2016 Electrostatics Joint Conference（パデュー大学）：「Flow Generation in a Narrow Space Using Dielectric Barrier Discharge」